# Irma-Rosenberg-Preis
Der Irma-Rosenberg-Preis (Wiener Preis für die Erforschung der Geschichte des Nationalsozialismus) ist eine 2010 geschaffene Auszeichnung, die gemeinsam vom Institut für Zeitgeschichte der Universität Wien, der Österreichischen Gesellschaft für Zeitgeschichte, der Kulturabteilung der Stadt Wien und dem Bundesministerium für Wissenschaft und Forschung verliehen wird.
Die nach der sozialdemokratischen Aktivistin Irma Rosenberg benannte Auszeichnung, gliedert sich in einen Hauptpreis für hervorragende Veröffentlichungen und wissenschaftliche Leistungen sowie einen Anerkennungspreis für Dissertationen. Prämiert werden Arbeiten, „in deren  Zentrum die Geschichte des Nationalsozialismus im Kontext der wissenschaftlichen Auseinandersetzung mit Gewalt, Diktaturen und Genoziden steht.“
Der Hauptpreis wird mit 4.000 Euro prämiert und von der Stadt Wien gestiftet. Die bis zu zwei Anerkennungspreise werden vom Bundesministerium für Wissenschaft und Forschung sowie der Österreichischen Gesellschaft für Zeitgeschichte mit je 2.000 Euro dotiert.

## Preisträger
- 2010: Claudia Andrea Spring, Regina Fritz, Barbara Juliane Hoffmann
- 2012: Fritz Trümpi, Alexander Korb
- 2014: Renee Winter, Stefanie Maria Fischer, Anna Hájková, Ina Friedmann, Oskar Vurgun
- 2016: Svenja Bethke, Vida Bakondy, Janosch Steuwer
- 2018: Sarah Thieme, Markus Nesselrodt
- 2020: Kerstin Schwenke, Anna Veronica Pobbe, Andreas Kranebitter
- 2022: Linda Erker, Daniel Schuch, Christina Wieder, Anne-Christin Klotz
- 2024: Katarzyna Nowak, Hannah Claudia Riedler, Alexander Walther